# 業良親王
業良親王（なりよししんのう）は、嵯峨天皇の第二皇子。

## 経歴
母の高津内親王は、大同4年（809年）嵯峨天皇の即位とともに妃に立てられるが、間を置かずして廃される。高津内親王が妃を廃されてまもなくと考えられる弘仁6年（815年）には、業良親王に備前国津高郡の荒廃田19町が下賜されている。
親王も生涯を通して叙品されることなく、無品のまま貞観10年（868年）1月11日に薨去した。飲食も普段通りで、とりたてて病気にもかかっていなかったが、急に没したという。薨去に際して清和天皇は3日間の廃朝を行った。

## 人物
精神的に不安定で、物事を識別判断する能力を備えていなかった。

## 系譜
- 父：嵯峨天皇
- 母：高津内親王（桓武天皇の皇女）
- 生母不詳の子女
  - 男子：寧内王（?-875）?
  - 男子：正内王（?-880）[4]